# Holasovice (železniční zastávka)
Holasovice jsou železniční zastávka v severozápadní části vesnice Holasovice v okrese Opava. Leží v km 102,721 jednokolejné železniční trati Olomouc – Opava východ mezi stanicemi Skrochovice a Opava západ.

## Historie

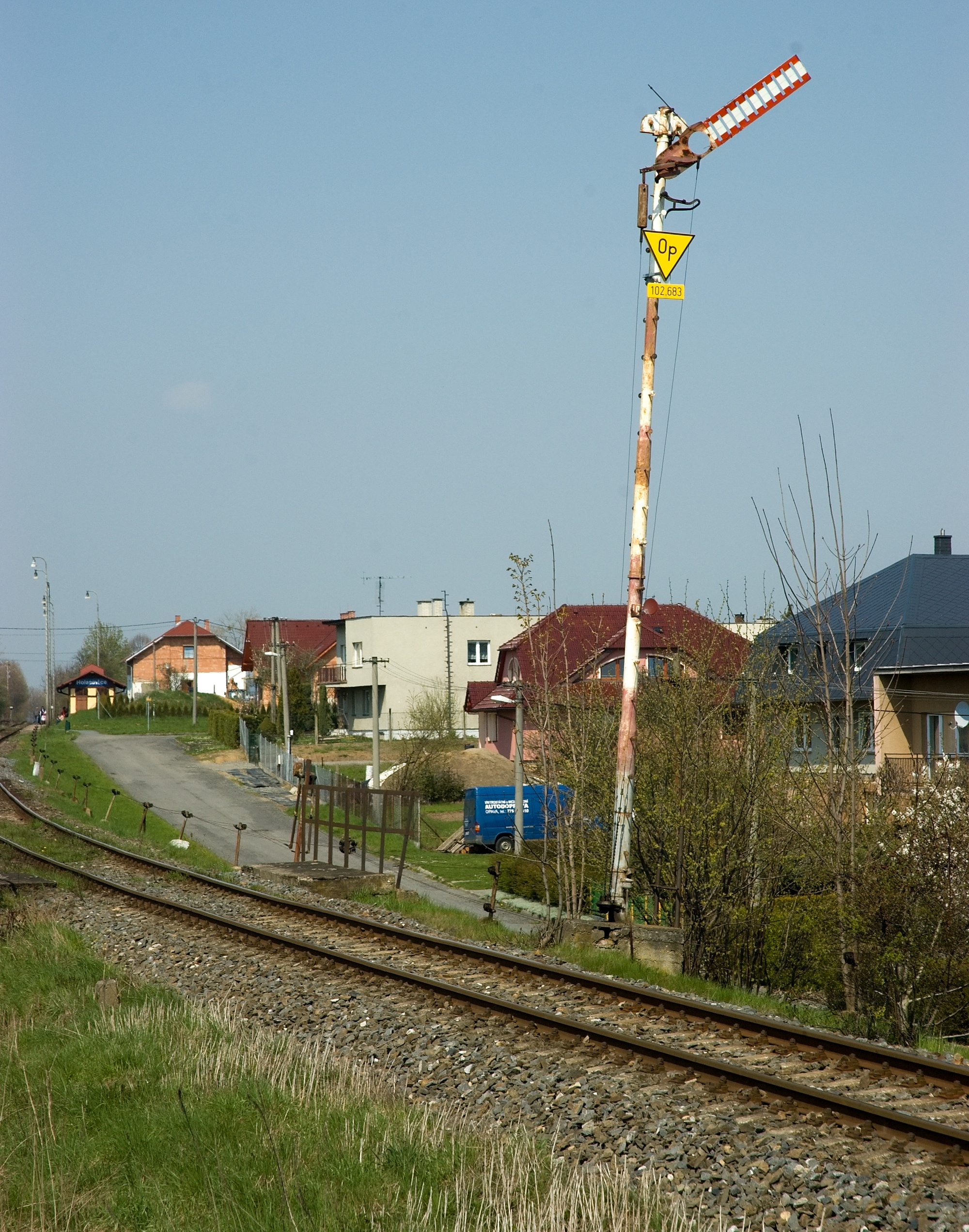
Mechanické oddílové návěstidlo hlásky Holasovice

Do roku 1918 nesla zastávka německý název Kreuzendorf, poté (s výjimkou let 1938-1945, kdy se používal původní německý název) už se jmenovala Holasovice.
Do roku 2015 byla zastávka současně hláskou, byla vybavena mechanickými návěstidly a mechanickými závorami, které ovládal hláskař. Závory se obci po více než dvouletém boji podařilo zachránit a převzít do svého vlastnictví. Nyní jsou uskladněny v obecním skladu a čekají na další uplatnění. Hláskař sídlil v hrázděné budově s čekárnou pocházející z konce 19. století. Naproti budovy ještě v minulosti byl strážní domek. Původní budovu měla čekat demolice, proti tomu se ale postavila obec a požádala Správu železnic o zachování a odkoupení budovy do vlastnictví obce.
Hláska byla původně jednosměrná pro směr Skrochovice - Opava západ (pro opačný směr fungovala nedaleká hláska Neplachovice). Od července 1973 začala hláska fungovat obousměrně a sousední hláska Neplachovice byla zrušena. Do 90. let 20. století byly Holasovice i nákladištěm, které se používalo například pro vykládku uhlí a stavebního materiálu, naopak se zde nakládaly cihly z nedaleké cihelny.
V roce 2016 proběhla celková oprava trati Opava – Krnov, v Holasovicích se to projevilo především výstavbou nového nástupiště a zřízením nového přístřešku.

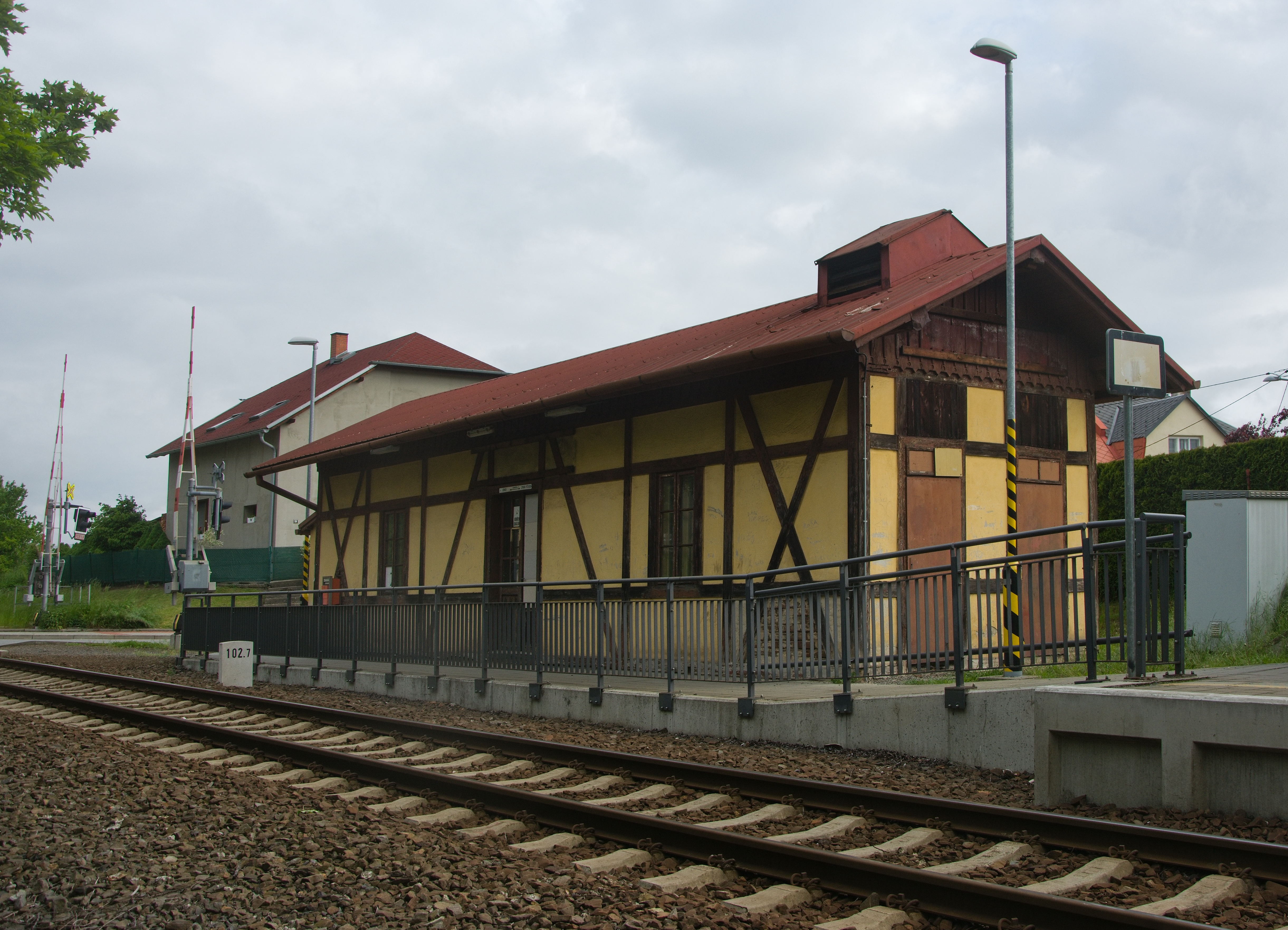
Původní čekárna z 19. století

## Popis zastávky
Zastávka ležící na jednokolejné trati je vybavena jednostranným vnějším nástupištěm o délce 90 m a s nástupní hranou ve výšce 550 mm nad temenem kolejnice. V zastávce je elektrické osvětlení ovládané automaticky. Cestujícím slouží přístřešek. Přístup na nástupiště je bezbariérový. Cestující jsou informování o jízdách vlaků rozhlasem INISS. Zastávka není obsazena žádnými drážními zaměstnanci. V zastávce se neprodávají jízdenky, odbavení  cestujících probíhá ve vlaku.
V bezprostřední blízkosti zastávky se v km 102,682 nachází železniční přejezd P7762, na kterém železniční trať kříží silnice III//0576. Přejezd je vybaven světelným zabezpečovacím zařízením se závorami.

## Provoz osobní dopravy
Vlaky ČD a zastávka jsou součástí integrovaného systému ODIS. Zastávku obsluhují vlaky systému Esko jako linka S 10. V roce 2023 v zastávce zastavovaly přímé osobní a spěšné vlaky ve směrech Bruntál, Jeseník, Krnov, Opava východ, Rýmařov a vybrané spoje do Moravského Berouna.